# محمد العروسي
محمد العروسي أستاذ علم أصول الفقه والفقه الإسلامي بشعبة الدراسات الإسلامية كلية الآداب والعلوم الإنسانية بالجديدة المملكة المغربية.

## الشهادات العلمية
1. الإجازة في العلوم الشرعية.
2. شهادة استكمال الدروس في الفقه وأصوله.
3. شهادة الدراسات العليا في الفقه وأصوله وأصول الدين من دار الحديث الحسنية.
4. دبلوم الدراسات العليا في علم أصول الفقه.
5. دكتوراه الدولة في علم أصول الفقه.

## المهام العلمية التي يتولاها
1. أستاذ التعليم العالي بالجامعة المغربية.
2. باحث في العلوم الإسلامية.
3. شارك في عدد من الندوات والملتقيات العلمية.
4. أشرف على عدد من البحوث الأكاديمية

## عضو في عدد من المنظمات والهيئات العلمية منها
1. رابطة علماء المغرب (سابقا).
2. المجلس العلمي (سابقا).
3. مجموعة البحث في التراث المالكي بكلية الآداب والعلوم الإنسانية بالجديدة.
4. محترف الإمام مالك بكلية الآداب والعلوم الإنسانية بالجديدة.
5. مجموعة البحث في الوثائق والمخطوطات بكلية الآداب والعلوم الإنسانية بالجديدة.
6. مختبر البحث في الدراسات الإسلامية والتنمية المجتمعية بكلية الآداب والعلوم الإنسانية بالجديدة.
7. جمعية خريجي دار الحديث الحسنية.
8. جمعية خريجي الدراسات الإسلامية العليا.
9. منسق وحدة علم أصول الفقه بمسلك الدراسات الإسلامية كلية الآداب والعلوم الإنسانية بالجديدة.
10. واعظ متطوع.

## سبق له أن تولى تدريس المواد العلمية التالية
1. مدخل إلى تاريخ الفقه الإسلامي.
2. مدخل إلى علم أصول الفقه.
3. أصول الفقه (الأدلة الشرعية).
4. أصول الفقه (الأحكام الشرعية).
5. أصول الفقه (الدلالات اللغوية).
6. أصول الفقه (التعارض والترجيح).
7. المقاصد الشرعية.
8. فقه العبادات.
9. فقه المعاملات (نظرية العقد).
10. فقه المعاملات (الشركة).
11. الفقه المقارن.
12. علوم القرآن.
13. علوم الحديث.

## له عدة إسهامات علمية مرقونة منها
1. الأحكام الشرعية بين المقاصد والقواعد.
2. الفرض والواجب عند الأصوليين.
3. المناهج الأصولية (دراسة تحليلية مقارنة).
4. المذهبية بين التأويل والتعليل

## أ- دراسات أصولية
1. مدخل إلى علم أصول الفقه.
2. الأدلة الشرعية.
3. الأحكام الشرعية.
4. المقاصد الشرعية.
5. مجالات الاجتهاد.
6. الاجتهاد الجماعي.
7. الاجتهاد المقاصدي.
8. التعارض والترجيح.
9. الاجتهاد الفقهي المعاصر.
10. تجديد علم أصول الفقه.
11. الدلالات عند علماء أصول الفقه.
12. الاجتهاد والمذهبية الفقهية.
13. القطع والظن في الفكر الأصولي.
14. القواعد الأصولية - سد الذرائع نموذجا-.
15. أصول الفقه بين القطعية والظنية.
16. الضرورة وأثرها في الأحكام الشرعية.
17. مراعاة الخلاف في الفكر الأصولي.
18. الاستقراء في الفكر الأصولي.
19. أهمية الإفتاء عند علماء الإسلام.
20. اعتبار المآل في الأحكام الشرعية.
21. تعارض الأدلة وكيفية الترجيح بينها.
22. حفظ الضروريات من المقاصد الشرعية.
23. التقليد والإتباع عندعلماء الإسلام.
24. ما يجوز فيه الاجتهاد.
25. حق الله وحق المكلف.
26. نماذج من القواعد الأصولية.
27. حكم أفعال الرسول صلى الله عليه وسلم وتقريراته.

## ب - دراسات فقهية
1. مدخل إلى تاريخ الفقه الإسلامي.
2. أسباب اختلاف الفقهاء.
3. نظرية العقد عند فقهاء الإسلام.
4. الشركة في الفقه الإسلامي.
5. القواعد العامة للشريعة الإسلامية.
6. الفرق بين القاعدة والضابط الفقهي.
7. خصائص الشريعة الإسلامية.
8. القرينة عند الفقهاء.
9. فقه العبادات من الكتاب والسنة.
10. فقه الفرائض والوصية
11. فقه الزواج والطلاق.
12. فقه الأيمان والنذور.
13. فقه الجهاد من خلال الكتاب والسنة.
14. فقه الأطعمة والذبائح والصيد من خلال الكتاب والسنة.
15. فقه الحدود والتعزير والجنايات من خلال الكتاب والسنة.
16. عقد شركة المضاربة في المعاملات المالية المعاصرة.
17. عقد بيع المرابحة - دراسة مقارنة-.

## ج- دراسات شرعية عامة
1. الحقوق الأساسية للإنسان في الشريعة الإسلامية.
2. ضرورة الإتباع والتحذير من الابتداع,
3. حقوق النبي صلى الله عليه وسلم على أمته.
4. حقوق الصحابة ووجوب محبتهم وموالاتهم.
5. الإسلام والإيمان والإحسان.
6. منهجية البحث عند علماء الإسلام.
7. أثرالسياق في فهم الخطاب الشرعي.
8. الاحتكام إلى الشريعة وفقه النصوص.
9. فضل أهل البيت.
10. المعجزة والكرامة.
11. التكافل الاجتماعي.
12. القضاء والقدر.
13. توحيد الألوهية.
14. توحيد الربوبية.
15. توحيد الأسماء والصفات.
16. موقع الأخلاق في المنظومة الإسلامية.
17. من حقوق المسلمين بعضهم على بعض.
18. مقوِّمات وخصائص المجتمع الإسلاميّ.
19. وظيفة المال وحق الملكية الفردية والقيود الواردة عليه في الإسلام.

## المشاريع العلمية التي يشتغل عليها
1. دراسات مصطلحية في الفقه وأصوله.
2. إشكالية التجديد والاجتهاد في الفقه وأصوله.
3. التقعيد الفقهي والأصولي.
4. المعاملات المالية الإسلامية.
5. الإعجاز العلمي للنصوص الشرعية.

## عناوينه الإلكترونية
1. Site web: http://www.laaroussi.on.ma
2. Facebook:www.facebook.com/med.Laaroussi
3. Twitter:www.twitter.com/laaroussiMed
4. Youtube:www.youtube.com/MohammedLaaroussi
5. Montada : http://laaroussi.montadamoslim.com